# Chyliza benoiti
Chyliza benoiti är en tvåvingeart som beskrevs av Verbeke 1963. Chyliza benoiti ingår i släktet Chyliza och familjen rotflugor.
Artens utbredningsområde är Kongo. Inga underarter finns listade i Catalogue of Life.